# 黎發
黎發（越南语：／；1854年—？年），越南阮朝官員。

## 生平
黎發是廣治省甘露府由靈縣安美總春城社（今屬廣治省由靈縣靈海社）人，嗣德七年（1854年）出生。嗣德三十二年（1879年），黎發參加承天場鄉試，考中舉人。後任肇豐教授。成泰七年（1895年），黎發會試中格，庭試考中進士。後任侍讀。

## 子女
子黎元亮是啟定四年（1919年）副榜。